# Szamosangyalos
Szamosangyalos là một thị trấn thuộc hạt Szabolcs-Szatmár-Bereg, Hungary. Thị trấn này có diện tích 8,09 km², dân số năm 2010 là 499 người, mật độ 62 người/km².